# Михайлаки, Владимир Константинович
Владимир Константинович Михайлаки (род. 10 июля 2000, Санкт-Петербург) — российский хоккеист, нападающий.

## Биография
Владимир Михайлаки родился 10 июля 2000 года в городе Санкт-Петербурге.
Начал заниматься хоккеем в 4-летнем возрасте, с 5 лет тренировался в системе петербургского СКА. Затем обучался в петербургских «Неве» и «Динамо». В 2008—2012 годах на юношеском уровне представлял «Неву», с ноября 2012 года до конца сезона — ГСДЮШОР. В сезоне-2013/14 выступал за колпинский «Газпромбанк», с 2014 года — за петербургское «Динамо».
В сезоне-2017/18 впервые попал в заявку молодёжки петербургского «Динамо» в МХЛ, но дебютировал на этом уровне только в следующем розыгрыше, проведя 44 матча и набрав 8 (2+6) очков. В сезоне-2019/20 сыграл 19 матчей, набрал 6 (3+3) очков. Параллельно выступал в НМХЛ за «Динамо-Юниор», сыграл 25 матчей, заработал 13 (5+8) очков.
Летом 2020 года перебрался в тульскую «Академию Михайлова», дебютировавшую в МХЛ. В 32 матчах набрал 15 (6+9) очков и в начале 2021 года перешёл в «Белгород», выступавший в НМХЛ. За остаток сезона набрал 10 (2+8) очков в 22 поединках.
Сезон-2021/22 провёл в чемпионате Белоруссии в составе «Лиды». В 54 матчах Экстралиги набрал 25 (12+13) очков.
Учится в Национальном государственном университете физической культуры, спорта и здоровья имени П. Ф. Лесгафта в Санкт-Петербурге.